# Hrachovo
Hrachovo és un poble i municipi d'Eslovàquia. Es troba a la regió de Banská Bystrica.

## Història
La primera menció escrita de la vila es remunta al 1353.

## Demografia
| Godina             | 1994 | 2004   | 2014   | 2024   |
| ------------------ | ---- | ------ | ------ | ------ |
| Nombre de persones | 844  | 877    | 856    | 781    |
| Diferència         |      | +3,90% | −2,39% | −8,76% |

| Godina             | 2023 | 2024   |
| ------------------ | ---- | ------ |
| Nombre de persones | 777  | 781    |
| Diferència         |      | +0,51% |